# Tragédie de Superga
La tragédie de Superga, aussi appelée drame de Superga, est une catastrophe aérienne survenue le 4 mai 1949. Un vol spécial de la compagnie italienne Avio Linee Italiane, assuré par un Fiat G.212 transportant l'équipe de football du Torino Football Club, s'écrase sur la colline de Superga, dans les environs de Turin, provoquant la mort des 31 passagers et membres d'équipage. Les causes de cet accident sont multiples : faible visibilité liée à des nuages bas, manque d'indications radio, erreur de navigation.

## Accident

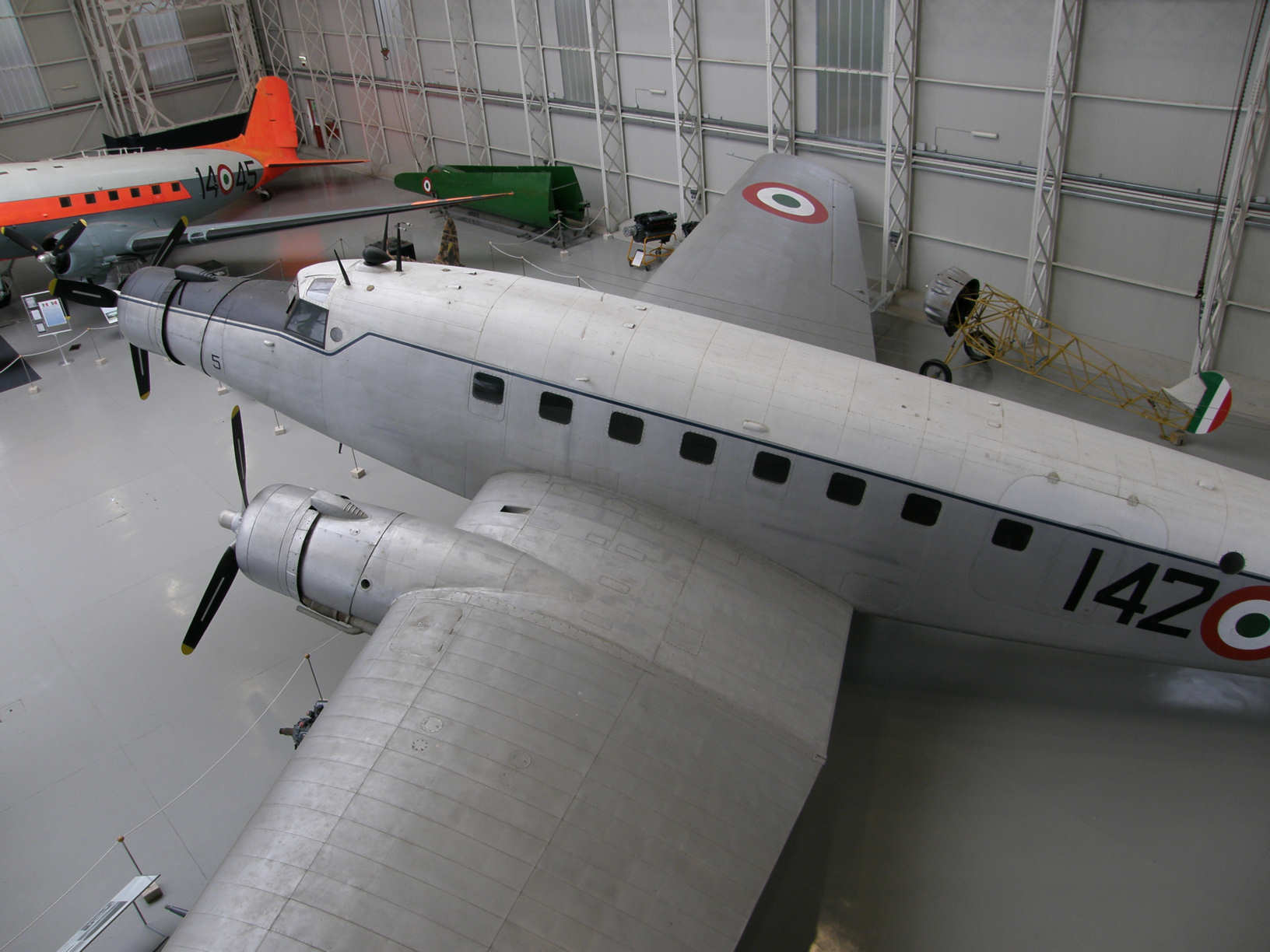
FIAT G212

L'avion décolle ce jour-là de Lisbonne où le Torino a disputé un match amical contre le Benfica pour le jubilé du capitaine portugais Francisco Ferreira. Il transporte l'équipe et les entraîneurs de l'équipe championne d'Italie, ainsi que des journalistes et dirigeants qui l'accompagnaient.
Des nuages bas réduisant la visibilité, les pilotes de l'avion, un Fiat G212, descendent à une altitude basse. L'appareil percute un mur de soutien à l'arrière de la basilique de Superga qui domine la colline. Les 31 personnes à bord sont tuées.
Cette catastrophe est la plus grande tragédie dans l'histoire du sport italien, faisant disparaître les joueurs d'une équipe légendaire qui avait remporté cinq titres consécutifs en Série A (1943, 1946, 1947, 1948 et 1949, le championnat ayant été suspendu pendant deux ans pendant la guerre).
Après ce drame, le Torino ne remportera qu'une seule fois le titre de champion, pendant la saison 1975-1976. De l'équipe type ne restait qu'un seul joueur, Sauro Tomà, qui n'avait pas effectué le déplacement pour cause de blessure. En outre, Ladislao Kubala, qui devait prendre l'avion, avait renoncé au déplacement à cause de la mauvaise santé de son fils.
Près d'un million de personnes assistèrent au cortège et aux funérailles à Turin.

## Déroulement de l'accident
Le 4 mai 1949 à 17 heures 03, l'appareil FIAT G-212 de la compagnie Avio Linee Italiane (ancêtre d'Alitalia), transportant l'équipe et l'encadrement du Torino A.C., s'écrase contre la partie inférieure de la basilique de Superga qui surplombe la plaine du Pô à quelques kilomètres de Turin.

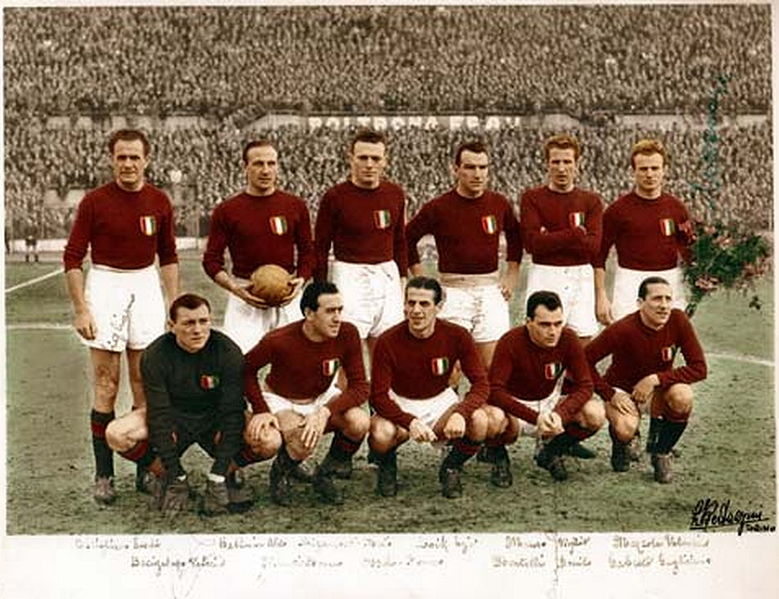
L'equipe de Torino 1948-49.

Aux côtés des membres de l'équipage, dix-huit vedettes du football, les entraîneurs Erbstein et Lievesley, les dirigeants Agnisetta et Civalleri, le soigneur Corina, ainsi que les journalistes sportifs Casalbore, Cavallero et Tosatti, trouvent la mort dans cette catastrophe aérienne.
La nouvelle du crash se répand rapidement dans la population turinoise et notamment parmi la classe ouvrière qui soutient ce fier rival de la Juventus, le club de la FIAT. C'est Vittorio Pozzo, le sélectionneur de la squadra azzurra, vainqueur des Coupes du monde 1934 et 1938, qui reconnut les corps de ceux que l'on commença rapidement à appeler i caduti di Superga (tombés à Superga).
Deux jours plus tard, 700 000 personnes accompagnent le convoi funèbre piazza Castello, l'une des plus grandes places de Turin et les obsèques sont célébrées en présence de Giulio Andreotti alors sous-secrétaire d'État représentant le président du conseil italien Alcide De Gasperi. Le gouvernement instaure trois jours de deuil national. Le Comité olympique national italien, après avoir pris acte du geste sportif du FC Internazionale Milano et de plusieurs autres clubs italiens, attribue le titre du championnat d'Italie de football 1948-1949 au Torino à quatre journées de la fin.
Le désastre connaît aussi un fort retentissement hors des frontières italiennes. Ainsi, sont pleurées les disparitions des deux Italiens de France acquis par le club italien en 1948 : Émile Bongiorni, l'avant-centre du Racing club de Paris, et Roger Grava, l'ancien ailier gauche du CO Roubaix-Tourcoing. Avant la finale de la Coupe de France Racing-Lille, les Racingmen se relaient autour d'une chapelle ardente dressée sous la tribune officielle du Parc des Princes.
De son côté, la FIFA décide de faire respecter une minute de silence sur les terrains de football du monde entier le dimanche 7 mai, alors que le club argentin de CA River Plate joue plusieurs matches au profit des veuves et des orphelins des disparus.
Toutefois, c'est bien sûr à Turin que le choc est le plus durable et, depuis l'accident, dirigeants et joueurs se recueillent tous les ans à la basilique de Superga le 4 mai ou viennent dédier aux disparus les moments de joie (Scudetto en 1976, promotions en Serie A) devenus plus rares.
L'écrivain Dino Buzzati, alors journaliste au Corriere della sera consacre un émouvant article à cet événement, intitulé « Caduti a Superga » (Tombés à Superga), qui a été traduit et publié en 2014 dans le recueil d'articles de Buzzati intitulé Chroniques terrestres (Robert Laffont, collection Pavillons).

## Victimes

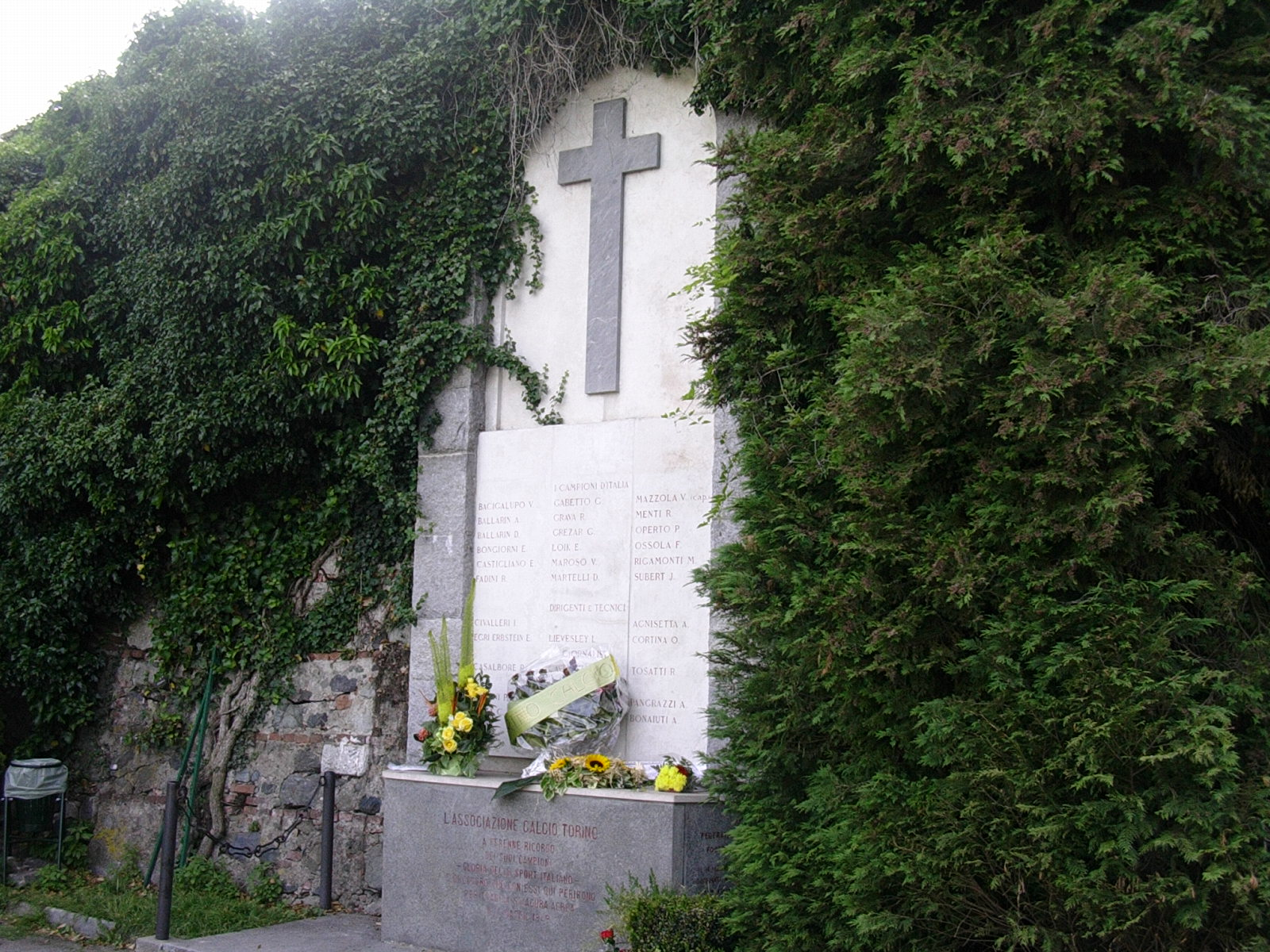
Monument commémoratif sur le mur de la basilique

18 joueurs, dont 8 internationaux italiens, trouvent la mort au cours du crash aérien. L'international français Émile Bongiorni, et le champion de France Roger Grava figurent parmi les victimes. Ils sont champions d'Italie 1948-1949 à titre posthume, l'équipe n'ayant pas été dépassée au classement.
Joueurs
- Valerio Bacigalupo
- Aldo Ballarin
- Dino Ballarin
- Émile Bongiorni
- Eusebio Castigliano
- Rubens Fadini
- Guglielmo Gabetto, sextuple champion d'Italie
- Roger Grava
- Giuseppe Grezar
- Ezio Loik
- Virgilio Maroso
- Danilo Martelli
- Valentino Mazzola
- Romeo Menti
- Piero Operto
- Franco Ossola
- Mario Rigamonti
- Giulio Schubert

Employés du club
- Arnaldo Agnisetta, directeur
- Ippolito Civalleri, directeur
- Egri Erbstein, entraineur
- Leslie Lievesley, entraineur
- Ottavio Corina, masseur

Équipage
- Pierluigi Meroni, commandant de bord
- Antonio Pangrazi
- Celestino D'Inca
- Cesare Biancardi

Journalistes
- Renato Casalbore, (Tuttosport)
- Luigi Cavallero, (La Stampa)
- Renato Tosatti, (Gazzetta del Popolo)

Organisateur
- Andrea Bonaiuti

| Nationalité | Nombre de passagers | Membres d'équipage | Total |
| ----------- | ------------------- | ------------------ | ----- |
| Italie      | 23                  | 4                  | 27    |
| France      | 2                   | 0                  | 2     |
| Hongrie     | 1                   | 0                  | 1     |
| Royaume-Uni | 1                   | 0                  | 1     |

## Hommages et commémorations
Le 27 juillet 2016, en matinée, une plaque est dévoilée, au stade National de Jamor de Lisbonne, en mémoire du dernier match du Grande Torino, disputé en ce lieu, la veille de la tragédie de Superga. Dans la soirée, le Torino FC a battu aux tirs de buts le Benfica au estádio da Luz, remportant l'édition 2016 de la Coupe Eusébio.